# Поррас, Белисарио
Белисарио Поррас Барраона (исп. Belisario Porras Barahona, 28 ноября 1856 — 28 августа 1942) — колумбийский и панамский журналист и государственный деятель, президент Панамы (1912—1916, 1918—1920 и 1920—1924).

## Биография
Родился в 1856 году в Лас-Табласе. Отец оплатил ему учёбу в Боготе, где он изучал право в Национальном университете, а затем он получил правительственную стипендию и учился в Бельгии.
Работал репортёром, поддерживал Либеральную партию, стал объектом преследований для находившихся у власти Консерваторов. Во время Тысячедневной войны возглавил наступление сил Либералов на Панамском перешейке, поддержанное присланными никарагуанским диктатором Хосе Сантосом Селайей 31 марта 1900 года войсками. Им удалось взять Давид, и они двинулись на Панаму, но генерал Виктор Саласар успел возвести укрепления, и удержал город.
После подписания мира в 1902 году Белисарио Поррас отправился в изгнание в Сальвадор, откуда протестовал подписанию договора с США о строительстве Панамского канала и отделению Панамы от Колумбии, рассматривая это как покушение на суверенитет, честь и экономику Колумбии. За несколько месяцев до образования независимой Панамы он опубликовал статью «Reflexiones canaleras o la venta del istmo», в которой написал, что в случае появления независимого государства на Панамском перешейке оно окажется «в имперских тисках Соединённых Штатов Америки».
После провозглашения независимости он всё-таки вернулся в Панаму, и в 1904 году стал президентом муниципального совета города Панама, но в следующем году Верховный суд лишил его панамского гражданства за то, что изначально он противостоял независимости страны. В 1906 году он потребовал восстановления своих прав, и в 1907 году Национальная ассамблея Панамы вернула ему гражданство; в том же году он был направлен делегатом в Международный суд в Гааге. В 1909 году был назначен послом в Коста-Рику, в 1910 — послом в США. С 1910 года стал одним из лидеров Либеральной партии.
Несколько раз становился президентом страны. Во время пребывания на посту президента активно занимался инфраструктурным и институциональным строительством. Пытался добиться пересмотра условий договора с США о зоне Канала. Во время его последнего президентского срока состоялась пограничная война с Коста-Рикой.